# Flasken (film)
Flasken er en dansk animationsfilm fra 1986 instrueret af Per Tønnes Nielsen og efter manuskript af Eiler Krag.

## Handling
Om en mands problem med alkoholen og kærligheden, fortalt i tegneren Eiler Krags streg.